# Giubiasco
Giubiasco est une localité et une ancienne commune suisse du canton du Tessin, située dans le district de Bellinzone.

Photo aérienne (1954).

Il s'y trouve un important site archéologique de la civilisation de Hallstatt.
Le 2 avril 2017, elle est rattachée à la commune de Bellinzone.

## Culture et patrimoine

### Héraldique
| Blason | Blasonnement : Parti d'azur au soleil d'or, sur une maison d'argent essoré de gueules dans un paysage de sinople, et d'argent au cyprès arraché de sinople, fût au naturel. |

## Ville jumelée
- Prilly dans le canton de Vaud[3].